# Tylosaurus
Tylosaurus war ein großer Mosasaurier aus der Oberkreide. Kleinere Arten, wie Tylosaurus kansasensis, erreichten Längen von 7 Metern, während Tylosaurus progier auf 12 bis 13 Meter Länge geschätzt wird.
Der Name Tylosaurus (griech. tylos = Knauf, Knopf) geht auf die verlängerte, zylindrische Schnauze zurück und stammt von Othniel Charles Marsh, der 1872 zum ersten Mal Überreste, die aus Kansas stammten, beschrieb. Fossilien der Tiere wurden in Nordamerika, Europa und Neuseeland gefunden. Mosasaurier-Fossilien, die auf Inseln an der Antarktischen Halbinsel gefunden wurden, gehören möglicherweise ebenfalls zu Tylosaurus oder zu dem nah verwandten Hainosaurus.
Die größte Art Tylosaurus proriger besaß einen bis zu 1,8 Meter langen Kopf, 72 nach hinten gebogene, scharfe Zähne im Maul und wog geschätzte 8 Tonnen. An einem 1917 von Charles H. Sternberg in Kansas gefundenen Fossil sind auch Teile der von sich überlappenden Schuppen bedeckten Haut erhalten.
Tylosaurus lebte wahrscheinlich küstennah im flachen Wasser.

## Arten
- Tylosaurus saskatchewanensis Jiménez-Huidobro, Caldwell, Paparella, and Bullard, 2018, Oberkreide Nordamerikas[3]
- Tylosaurus haumuriensis (Hector, 1874), Syn.: Taniwhasaurus oweni, unteres bis mittleres Campanium Neuseelands
- Tylosaurus proriger (Cope, 1869), Syn.: (?) Tylosaurus dyspelor, Santonium bis mittleres Campanium Nordamerikas
- Tylosaurus nepaeolicus (Cope 1874), Coniacium-Santonium von Kansas (USA)
- (Tylosaurus kansasensis Everhart, 2005, spätes Coniacium von Kansas)

Die 2005 von Mike Everhart erstbeschriebene Art Tylosaurus kansasensis wurde 2016 durch Jiménez-Huidobro et al. als Jungtier von Tylosaurus nepaeolicus und damit als mit diesem Taxon synonym beschrieben.